# Hiéroglyphe égyptien O19
La Grande Maison, en hiéroglyphes égyptiens, est classifiée dans la section O « Bâtiments, parties de bâtiments etc. » de la liste de Gardiner ; cet hiéroglyphe y est noté O19.

## Représentation
Il représente la Grande Maison (Pr-wr), temple national prédynastique de Haute-Égypte situé à Nekhen qui fut le prototype des sanctuaires de Haute-Égypte. 

## Utilisation
| pr · wr | O19 |

| pr · wr | O19 |

| i | t · r · t | O19 | M27 |

| i | t · r · t | O19 | M27 |

de Haute-Égypte visible lors de la fête-Sed) ». Voir aussi un nom collectif désignant les dieux de Haute-Égypte.
| O20 |

| O20 |